# Tlazolteotl

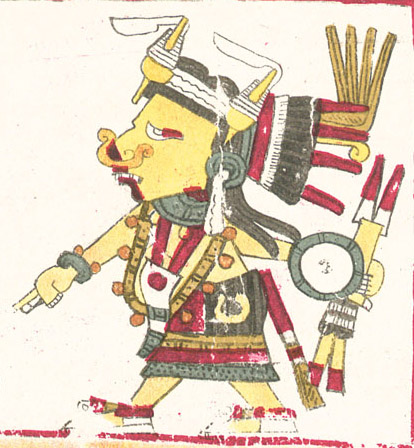
Darstellung Tlazoteotls im Codex Borgia

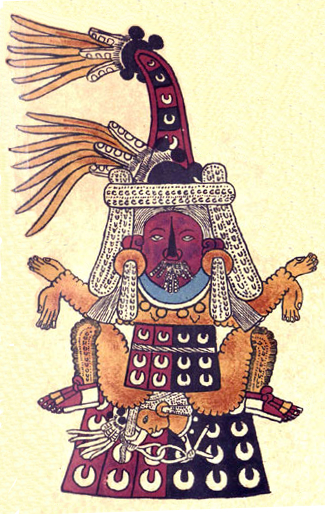
Darstellung Tlazolteotls im Codex Borbonicus

Darstellung Tlazolteotls im Codex Vaticanus B

Tlazolteotl (Nahuatl: Schmutzfresserin, tlazolli, der Schmutz, die Krankheit) war in der aztekischen Mythologie die Göttin der Wollust und der verbotenen Liebe. Sie war auch unter dem Namen Tlaelquani (die, welche Unreines frisst) bekannt und galt als Göttin von Reue und Reinigung.

## Zuordnungen
Tlazolteotl wurde als die dritte Phase der Mondgöttin Coyolxauhqui angesehen. Vermutlich hatten die Azteken sie von den Huaxteken übernommen. Tlazolteotl ist auch unter den Beinamen Tlazolmiquiztli (Tod in der Wollust) sowie Ixcuina (die mit den zwei Gesichtern) oder Ixcuinan bekannt. In der Historia general de las cosas de la Nueva España beschreibt Bernardino de Sahagún Ixcuinan als Numen im Plural, als Verkörperung von vier Schwestern, die jeweils auf unterschiedlicher Altersstufe stehen: Tiacapan (die Erstgeborene), Teicu (die jüngere Schwester), Tlaco (die mittlere Schwester) und Xocotzin (die jüngste Schwester). Tlazolteotl war auch als Mutter Cinteotls bekannt. Im 260-Tage-Zyklus des aztekischen Kalenders war ihr die 13. Trecena von Eins Erdbeben bis Dreizehn Wasser zugeordnet. Ein weiterer Beiname der Tlazolteotl war Mutter der Götter. Als solche wurde sie als Erdgöttin betrachtet.

## Rollen
Tlazolteotl war diejenige, die die Menschen zu Unzucht, Ehebruch und sexueller Ausschweifung verführte. In ihr sah man auch die Überträgerin der Geschlechtskrankheiten, die man oft als Strafe für sexuelle Ausschweifungen deutete. Gleichzeitig war sie es aber auch, die diese Sünden wieder vergab, die den Sünder durch ihr „Dreckfressen“ reinigte. Diese Doppelfunktion war durch den Beinamen Ixcuina zum Ausdruck gebracht. Aztekische Prostituierte umrahmten sich den Mund mit geschmolzenem schwarzem Gummi, um ihre Assoziation mit Tlazolteotl anzuzeigen. Sie verstanden sich als Priesterinnen der Schmutzgöttin, da sie die schlechten Leidenschaften ihrer Freier absorbierten.

## Beichte
Tlazolteotl war die weibliche Gottheit, die mit dem aztekischen Beichtritual befasst war. Ihr männliches Pendant bei dieser Aufgabe war Tezcatlipoca, der alles sieht, unsichtbar und allgegenwärtig ist. Im Gegensatz zur christlichen Beichte war die aztekische jedoch nur ein Mal im Leben vorgesehen. Als geeigneter Zeitpunkt galt eine schwere Erkrankung, vor allem, wenn man sie mit moralischen Vergehen in Verbindung brachte. Dabei wandte sich der Sünder an einen tlapouhqui, der priesterliche Funktionen hatte, und der den geeigneten Tag für die Beichte festlegte. Zur Einleitung des Rituals rief er Tlazolteotl und Tezcatlipoca an:
Mutter der Götter, Vater der Götter, oh Alter Gott,

ein armer Mann kommt zu dir.

Er kommt in Tränen, traurig und in Angst.

Vielleicht hat er Fehler begangen.

Vielleicht hat er gefehlt und in Unreinheit gelebt.

… sein Herz … ist mit Kummer beladen …

hilf in seiner Not und stille sein Herz.
Dann war der Büßer aufgerufen, alles offenzulegen, was er je an Unrecht getan hatte, worauf der Priester geeignete Bußübungen erließ. Dazu gehörte Fasten, Enthaltsamkeit oder das Schröpfen der Zunge, wobei diese mit dornigen Zweigen durchbohrt wurde. Über die Inhalte der Beichte hatte der Priester zu schweigen.